# Wolverine River
Wolverine River är ett vattendrag i Kanada.   Det ligger i provinsen Manitoba, i den centrala delen av landet, 2 100 km nordväst om huvudstaden Ottawa. Wolverine River ligger vid sjöarna  Birch Canoe Lake och Naelin Lake.
Omgivningarna runt Wolverine River är i huvudsak ett öppet busklandskap. Trakten runt Wolverine River är nära nog obefolkad, med mindre än två invånare per kvadratkilometer.